# Кардаков, Валерий Николаевич
Вале́рий Никола́евич Кардако́в  (род. 19 июня 1963 года, Кирово-Чепецк, Кировская область, РСФСР, СССР) — российский хоккеист, выступавший за московские «Крылья Советов», позже тренер по хоккею с шайбой.

## Биография
Родился 19 июня 1963 года в Кирово-Чепецке. Воспитанник ДЮСШ местного хоккейного клуба «Олимпия» (первый тренер А. Д. Кулябин), где и начал свою игровую карьеру. В 1981—1982 годах защищал ворота команды высшей лиги чемпионата СССР — московских «Крыльев Советов», затем — ярославского «Торпедо», в сезоне 1986/1987 ставшего чемпионом первой лиги и после победы в переходном турнире вышедшего в высшую лигу.
В 1987 году вернулся в кирово-чепецкую «Олимпию», а с 1992 года вошёл в её тренерский штаб как тренер вратарей. В 1998—1999 и 2014—2015 годах являлся главным тренером команды, выступающей в МХЛ.
В настоящее время является тренером по хоккею с шайбой ДЮСШ «Олимпия» (Кирово-Чепецк) и «Дымка» (Киров).